# 仁记洋行天津分行大楼
仁记洋行天津分行大楼是英侨佛布斯于1861年创办的仁记洋行在中国天津建造的分行大楼。仁记洋行主要经营进出口及代理伦敦雷士保险公司、轮船公司、巴勒保险公司等保险业务。该建筑选址在天津英租界的主要街道维多利亚道45号（今解放北路125号和129号），作为天津租界时代留存下来的重要建筑之一，该建筑目前是重点保护等级历史风貌建筑和一般保护等级历史风貌建筑和天津市文物保护单位。

## 建筑
仁记洋行天津分行大楼建于1933年，该建筑由英商景明工程司设计，为二层混合结构办公建筑，带半地下室。建筑外立面为混水墙面，设有拱券门窗和拱心石。建筑首层外立面装饰保存完整，建有拱券形门洞，窗间装饰附墙柱。

## 图片

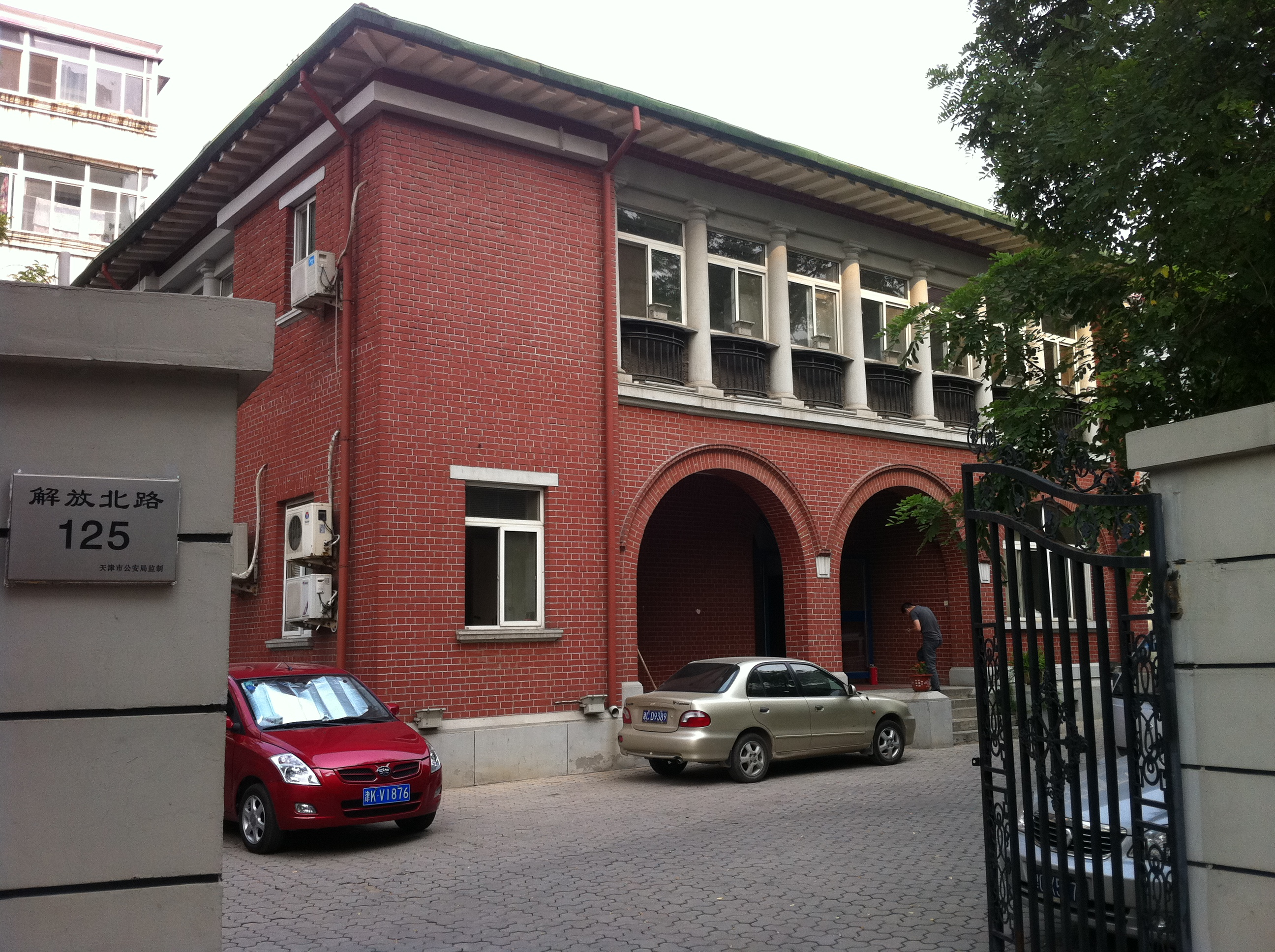
仁记洋行在解放北路125号的另一座建筑